# Koppelfeld

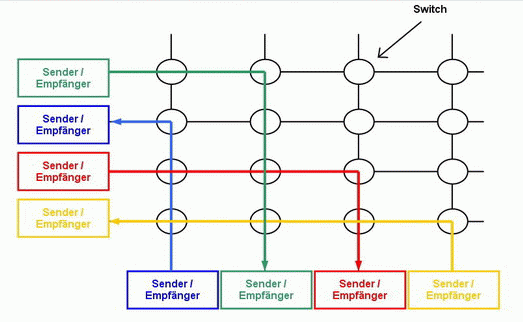
Schematische Darstellung eines Koppelfeldes

Ein Koppelfeld, früher auch als Kreuzschienenverteiler (englisch crossbar switch) bezeichnet, dient zur Vermittlung und Durchschaltung von digitalen oder analogen Signalen. Es zählt zu den so genannten Raummultiplexverfahren in der Kommunikationstechnik. Dabei werden Eingangssignale völlig transparent (ohne Änderungen oder Verfälschungen) auf entsprechende Ausgänge geschaltet.
Ein Koppelfeld bezeichnet eine zusammen geschaltete Matrix (so genannte Koppelvielfache) von kommenden und gehenden Leitungen. Das Koppelfeld hat hierbei die Aufgabe, die Eingangsleitungen über so genannte Koppelpunkte (in der Grafik „Switch“ genannt) auf die Ausgangsleitungen durchzuschalten.
Wenn das Koppelfeld mehr Eingangsleitungen hat als Ausgangsleitungen wird es „blockierend“ genannt, weil nicht alle Eingangsleitungen gleichzeitig auf Ausgangsleitungen durchgeschaltet werden können.
Koppelfelder werden üblicherweise mit hochintegrierten Schaltungen realisiert und können in der Regel nur digitale Signale durchschalten. Koppelfelder in Relaistechnik können auch analoge Signale durchschalten, werden heute aber kaum mehr verwendet. Im militärischen Bereich sind sie noch zu finden. Dabei spielt es eine Rolle, dass ein bistabiles Relais auch bei Ausfall der Spannungsversorgung noch in seinem Schaltzustand bleiben kann.
Ein typisches Einsatzfeld für Koppelfelder sind Vermittlungseinrichtungen in der Telekommunikationstechnik, im Wesentlichen Telefonvermittlungen.

## Arten von Koppelnetzen

### Raumkoppelnetz
Es besteht aus einer Vielzahl von Koppelpunkten. Der Koppelpunkt ist dabei die Schaltstelle, die einen Eingang mit einem Ausgang verbindet. Dabei dienen u. a. Transistoren als Schaltelemente.

### Zeit-vielfach-Koppelnetz
Veränderung der zeitlichen Reihenfolge der Kanäle durch einsortieren in Zeitschlitze.